# Cantinela
Cantinela är en ort i Mexiko.   Den ligger i kommunen Ixmiquilpan och delstaten Hidalgo, i den sydöstra delen av landet, 110 km norr om huvudstaden Mexico City. Cantinela ligger 1 757 meter över havet och antalet invånare är 1 136.
Terrängen runt Cantinela är kuperad åt sydväst, men åt nordost är den platt. Runt Cantinela är det ganska tätbefolkat, med 96 invånare per kvadratkilometer. Närmaste större samhälle är Ixmiquilpan, 2,4 km norr om Cantinela. Trakten runt Cantinela består till största delen av jordbruksmark.